# Annie Speirs
Annie Coupe Speirs, nota dopo il matrimonio come Annie Coombe (Liverpool, 14 luglio 1889 – Liverpool, 26 ottobre 1926), è stata una nuotatrice britannica.
Ha vinto la medaglia d'oro olimpica nel nuoto alle Olimpiadi 1912 svoltesi a Stoccolma, vincendo la gara di staffetta 4×100 metri stile libero femminile insieme a Isabella Moore, Jennie Fletcher e Irene Steer.
È deceduta a soli 37 anni.